# ピュアホワイト (トウモロコシ)
ピュアホワイト（Pure White）は、雪印種苗で開発され、日本で生産されるトウモロコシの品種名。
主に、北海道で生産。市場流通が少ない品種。全国的に「白い（とうもろこし・とうきび）」としても知られる。

## 特徴
果実が、光沢のある白い実であり、純白を表す色名「Pure White」より。
糖度が非常に高く、果物よりも甘い、生食も可能である。

## 生産
生産地は、主に北海道。栽培が非常に困難な品種（生産現場が、露地栽培が主流のため）。他の品種（黄色・バイカラー系）の花粉が風に運ばれて受粉しないように隔離して栽培しなければならない。
当初は、生産農家が極僅かであったため、「幻のトウモロコシ（とうきび）」とも呼ばれていた。
生産に、高いリスクを伴うことにより、生産者・生産量が少ない。そのため、出荷数量に限りがあり、希少価値の高い品種となる。

## 主な生産地
- 北海道
- 山梨県
- 千葉県
- 福島県

など